# وندلس‌ای لاهسپیتلت دو ل ینفنت
وندلس‌ای لاهسپیتلت دو ل`ینفنت (به اسپانیایی: Vandellòs i l'Hospitalet de l'Infant) یک شهرستان در اسپانیا است که در کاتالونیا واقع شده‌است.

## خصوصیات
وندلس‌ای لاهسپیتلت دو ل`ینفنت ۱۰۲٫۶۷ کیلومترمربع مساحت و ۵٬۸۳۹ نفر جمعیت دارد و ۲۸۱ متر بالاتر از سطح دریا واقع شده‌است.